# Hotel Núria
L'Hotel Núria és un edifici a la vila de Blanes catalogat en l'Inventari del Patrimoni Arquitectònic de Catalunya.
Es tracta un habitatge, que degut al seu emplaçament desemboca en dos carrers, per una banda, la façana dona al Passeig de Dintre, mentre que la cantonada dona al Passatge de Sant Jaume. Es tracta d'un habitatge estructurat en tres pisos: planta baixa, la qual és emprada com a antiquari, primer pis i segon pis, els quals fan les funcions d'habitatge pròpiament.Els orígens d'aquest habitatge es remunten a finals del segle xix. Des dels seus orígens, va actuar com a antiga consulta del Doctor Albareda. Posteriorment, es va produir la instal·lació de la família Vernerey, la qual era d'origen francès, aproximadament entre el 1915 i el 1917. Se sap amb certesa, que el cap de família era un reconegut enginyer, que ocupava un alt càrrec en la fàbrica de fibres artificials S.A.F.A. Tres dècades després, aquesta construcció desenvolupava les funcions d'hotel i hostatgeria, i era conegut popularment com l'Hotel Núria.
La façana destaca per dos motius, per una banda, pels seus amplis finestrals que permeten l'entrada d'una gran llum, així com fer-se eco o ressò del bullici que genera el mercat de la vil·la. Mentre que per l'altra, l'absorció de trets morfològics arquitectònics de caràcter classicista. Aquest motiu s'endevina en diverses franges: des de l'enreixat metàl·lic dels balcons que imiten la característica i peculiar balustrada clàssica de marbre; passant pels medallons en relleu a les llindes de resolució bastant tosca i poc destra – a part del seu pèssim estat de conservació- ubicats en parts estratègiques de la façana, concretament sota els quatre balcons, fins a la reproducció del sistema prototípic de sustentació, present en dos sectors. En primer lloc, la columnata, composta per la fórmula universal de la base, fust i capitell, on el pilar o columna simple ha experimentat una mutació o avenç, donant pas a la pilastra – en aquest cas falsa, ja que simplement té un ús exclusivament visual i no estructural-, és a dir a la columna plana, xafada. Amb un fust estriat, coronat per capitells jònics, que en segon lloc sustenten un sistema de coronament a base d'entaulament, fris i cornisa. D'altra banda, un sistema molt primitiu, ja que no es materialitzen ni els típics tríglifs i mètopes – elements indissociables de l'arquitectura classicista-, sinó que la solució ha estat resolta de manera expeditiva a través d'una àmplia cornisa motllurada i decorada amb un petit fris de motius geomètrics.
Tots aquests signes ens indiquen que ens trobem davant d'una solució esvelta, i poc compromesa ideològicament amb els principis classicistes per antonomàsia, que apunten a una solució més neoclassicista, en sintonia amb aquesta modalitat expeditiva de treball.